# Times Square (Detroit People Mover)
Times Square es una estación del Detroit People Mover, administrada por la Departamento de Transporte de Detroit. La estación se encuentra localizada en la avenida Grand River y Times Square en Detroit, Míchigan. La estación Times Square fue inaugurada en 1987. 

## Descripción
La estación Times Square cuenta con 1 plataforma central.